# ワールドヒーローズ2 (漫画)
『ワールドヒーローズ2』（ワールドヒーローズツー）は、雑君保プによる日本の漫画。「コミックゲーメスト」（新声社）にて連載された。単行本は全5巻。
ADKの対戦型格闘ゲーム『ワールドヒーローズ』シリーズを題材にした漫画であるが、コミカライズではなく独自色が強い。第1巻は読みきりギャグ、第2巻以降は実質的に「オルレアンの乙女編」として歴史改変SFとなりシリアスな展開となったが、ギャグが随所に散りばめられている。
登場するキャラクターは、プレイヤーキャラクターについてはシリーズ第3作の『ワールドヒーローズ2JET』まで、ボスキャラクターについてはシリーズ第1作のギガスのみとなっている。なお、ゲームではブラウン博士がタイムマシンを完成させているが、本作では登場せず、オリジナルキャラクターの根腐軸盆（ねぐされじくぼん）博士が完成させている。

## 概要
最初は読み切りのギャグ漫画で、タイトルも『ワールドヒーローズ』であった（そのため、オチも続かないものだった）。第2話については、作者の知らないまま掲載が決定していた（第2話で、冒頭2頁を使って説明されている）。『ワールドヒーローズ2』が発売される事に合わせ、第3話から（半ば強引に）タイトルが変更され、キャラクターも追加された。以後、第5話（第1巻での最終エピソード）までは一話完結のギャグ漫画として掲載された（ただし、第5話では次回への「引き」で終わっている）。
第6話（第2巻の開幕エピソード）から、事実上「オルレアンの乙女編」に突入している。ブロッケンが自己の存在に悩んでいる頃、博士が人造人間ギガスを創造したところ、予期せぬ偶然でブロッケンの自我がギガスにコピーされてしまう。ギガスは歴史を崩壊させるという使命感を持ち、タイムマシンを強奪に向かう。途中、ジャンヌの邪魔が入るもマシンを奪い、過去へと跳んだ。まずはジャンヌの時代（百年戦争）を混乱させようと。
タイムマシンに同乗したブロッケンと意気投合したギガスは、さらにジャックとリョフを味方につける。残りの英雄たちは、歴史改変を阻止しようと行動するものの、過去のジャンヌ（覚醒前）をジャックに奪われてしまう。以後、歴史改変派と阻止派に分かれた抗争となり、基本的にはシリアスな展開となったが、脱線が多く、展開は遅々としていた。最終的にジャンヌは覚醒し、歴史改変は免れるものの、フウマ、マッドマンが置き去りになっている。また、ブロッケンら4人組も生存しており、ロンドンで再会した。

### ワールドヒーローズ2外伝 その日、彼方で
各巻の巻末に収録されている描き下ろし漫画。ハンゾウを主役とした歴史改変もので、オルレアン編などよりもシリアスである。
ストーリーは、「かつて、妹のように可愛がっていた「さや」という女性忍者を手に掛けた」という苦い過去を持つハンゾウが、タイムマシンで過去へ戻り、事の真相を探る、というもの。当時の記憶がなかったのは、加藤段蔵に操られていたからであり、加藤の野望を挫くべくハンゾウが戦いを挑む、という展開。

## キャラクター
ゲームキャラクターの基本情報については、『ワールドヒーローズ』を参照。なお、1回のみの登場キャラクターなどは煩雑になるため含めない。
プレイヤーキャラクター
基本的に原作（ゲーム）の設定に準拠したキャラクターである。ただし、個性はデフォルメされている。
ギャグのシーンでは、外見もデフォルメされている（雑君保プの独特のタッチでデフォルメされている）。
タイトルが『ワールドヒーローズ』であった第1話は、初代(1)の8人のみ登場。第2話では、マッドマンのみ本編に絡んだ（ラストでリョーコも登場）。第3話からはタイトルが『-2』に改まったので、14人が登場するようになった（ただし、エリックは1コマのみで端役扱い、キッドの登場は第4話から）。
ギガス、ジャック、リョフは第2巻から登場。他のキャラクター（ゼウスやディオなど）は登場しない。また、タイトルも『2』のままであり、『2JET』などには改題されなかった。
根腐軸盆（ねぐされ じくぼん）
雑君保プのオリジナルキャラクター。『カルトクイズ100人伝』にも登場しており、そちらによると芸名は木賃ふくよし。本作ではベンジャミン軸盆などとも名乗っている（一時的にではあるが）。
ポリバケツ型タイムマシンの他、様々な発明をした（ブラウン博士は存在しない）。それもあり、騒動の原因となる事が多い。
A、B、C、Dの4人の部下がいる。
第2話では編集部に赴き担当編集者と打ち合わせをしており、また第21話では原稿を執筆する最中に担当と電話で会話するなど、作者の分身としての面も持ち合わせている（「あとがき」では第1巻から作者自身として登場、カバー折り返し部分の「著者近影」では第2巻から使用されている）。
墓履太郎（はかばき たろう）
オリジナルキャラクター。学生服を着ている。
暗い性格かつ「電波系」と呼ばれるタイプ。睡眠薬を持ち歩いている。脇役には珍しく、複数回、登場した（第3話、第5話、第7話ほか）。

### オルレアンの乙女編
第2巻以降に追加されたキャラクター及び、既存キャラクターの動向。
なお、『2』のプレイヤーキャラクター14名のうち、ブロッケンが敵対したため、残りの13人が歴史改変を阻止しようとするのだが、マッドマンは終始ジャンヌの実家に置き去りにされているため、実際に行動しているのは12人である。当初は6人ずつの2チームに分かれて行動したが、すぐに4チームに編成変えとなった（4人組が2チームと、3人組、単独行動という構成。独断での編成ではないと思われる）。初期2チームは、ジャンヌ組がドラゴン、シュラ、ハンゾウ、Jカーン、ジョニー。もう片方はフウマ、エリック、キッド、マッスル、ラスプーチン、リョーコ（ジャンヌが編成した）。
ジャンヌ・ダルク（WH以前）
西暦1428年のフランス、ドンレミ（ドンレミ＝ラ＝ピュセル）村に住む少女。まだ戦士として覚醒していない（そして、ワールドヒーローズ(WH)参加前の）ジャンヌ。
風車小屋から馬車に飛び降りるなど、ちょっとお転婆な面がある。天使の声を聞いたことがあり、また鳥と仲が良い。
ジャックに攫われた直後も、城の最上階から脱走を図ったが、毎回失敗している。ブロッケンに未来を知らされてからは、己の存在に悩み、能動的な行動は取らなくなった（ただし、知らされたのは火あぶりまでで、タイムマシンで救われたことは伏せられていた）。
- 以後、彼女を「ジャンヌ（WH以前）」として、既存のジャンヌと区別する。

ブロッケン
第二次大戦期のドイツ軍人。サイボーグ化されている。祖国の敗北という「歴史的事実」や、メンバーからの軽い扱い（原子炉を内蔵しているがために、発電機扱いされタコ足配線で電気を奪われるなど）にショックを受け、自己を見つめ直していた。
ギガスの創造の際にも電源として使用されたため、自我がギガスにコピーされる。タイムマシンに同乗し、ギガスをボスと崇めて操り、歴史改変を企んだ。最終的にはナチスドイツの世界征服を目的としている。
第1話ではタイムマシンの設計図を奪い、元の時代に帰ってナチスによる世界征服を行おうとしており、原点回帰の行動といえる。
第4巻では、ギガス、ジャック、リョフ、ジャンヌ（WH以前）と共に表紙に登場した。ジャンヌ以外で表紙に登場したキャラは珍しく、他にはハンゾウとフウマしかいない（共に第1巻）。第4巻表紙でのイメージカラーは水色。
ギガス
ゲームでは第1作のボスキャラクターであり、第2作の中ボスも務めた。本作では根腐軸盆博士の造った人造人間で、「疑似（ぎじ）ガドリニウム随縁（ずいえん）システム」を略してギガズだったが、助手Cによりギガスとの提案がなされ、本人もそう名乗っている。
液体金属で構成されており、いかなる人物にも変身可能（この点はゲームと同じ）。しかし、実際には微妙に似ていないらしく、ブロッケンにツッコまれていた。
本作では、頭部がバケツのような形のヘルメット状になっており、左右から一本ずつ角が生えている（下方に向かって湾曲している）。身体はマント状の白い布で覆われている。第4巻表紙でのイメージカラーは銀色。
時間を克服する、という使命から歴史崩壊を目的としており、ブロッケンとはややニュアンスが異なる。タイムマシン奪取の際、ジャンヌに傷つけられたことを切っ掛けに、ジャンヌの時代を最初の標的に定めた。
ジャックとリョフを部下に迎え、城を奪って本拠とし、ジャンヌ（WH以前）を人質にしていたが、どこまでがギガスの意思でどこからがブロッケンの示唆かは不明（J・カーンは、ブロッケンを参謀視していた）。
最終決戦でジャンヌに敗れるが、辛うじて生き延び、ロンドンにあるジャックの住処でブロッケンらと共にいた。
ジャック
第8話オルレアンの乙女編(1)「W・C・T・M・P」最終ページで初登場。ゲームでは、第3作『ワールドヒーローズ2JET』から登場。19世紀のイギリスの殺人鬼切り裂きジャック本人とされている。第4巻表紙でのイメージカラーは紺色。
主に黒い帽子と黒マントで身を覆った状態で行動する（ゲームでは、ラウンド1開始前の姿に当たる）。黒装束の下のパンクファッション（頭部はモヒカン）を見せることは少ない。
女性の絶望した表情が好き、という残虐性を持つ反面、ノリの軽い性格をしている。
「地中に潜る」という異質な能力を持っている。これはゲームの必殺技に準拠した能力であるものの、他のキャラクターに比べ化け物じみた能力となっている。
リョフ
第8話オルレアンの乙女編(1)「W・C・T・M・P」最終ページで初登場。ゲームでは、第3作『ワールドヒーローズ2JET』から登場。三国志時代の武将呂布本人とされている。第4巻表紙でのイメージカラーは緑色。
個性はやや薄く、寡黙でもなくれば饒舌でもない。また、『三国志演義』のイメージと違い、仲間を裏切るような傾向は見られない。他の3人と比べ、元の時代がかなり古いが、チームには馴染んでいた。
暴れるのが好きな豪傑で、最初のエピソードでは手加減を忘れて野党を斬りまくっていた（ブロッケンやギガスは、使える人物は部下にしようとしており、リョフにも指示を出していた）。
ジャンヌ
主人公的なポジションにあるが、本筋から離れた場所で行動している。
ジャンヌチームのリーダーと見られる。メンバーはキッド、マッスル、Jカーン。
フウマ
リョーコ、エリック、ラスプーチンらとチームを組む。遠回りした挙句、ハンゾウからの手紙で城に乗り込むが、敵の罠に落ちてしまう。
リョフと2度に渡って対戦した（初戦は敗北）。奥義究極爆裂拳も披露。
事件解決後はなぜか置き去りにされたため、ジャンヌ（WH以前）と共に百年戦争に参戦する。
リョーコ
フウマのチーム。ジャックと2度にわたり対戦（初戦は敗北）。再戦では勝利を収める。
ドラゴン
シュラ、ジョニーと同じチーム。敵の罠を逆手に取り、リョフの部下に紛れて城に潜入した。
ハンゾウ
単独行動を取っている。ギガスの居城を探り当て、忍鳩を使って仲間に知らせた。
マッドマン
ジャンヌの家に置き去りにされたままだった。最後になっても回収されておらず、フウマに目撃される。

### 外伝「その日、彼方で」
外伝に新登場するキャラクター及び既存キャラクターの動向。
ハンゾウ
主人公。過去の過ちをやり直すべく、無断でタイムトラベルを行う。
過去のハンゾウ
頭目を襲名したばかりのハンゾウ。加藤段蔵の催眠術にアッサリとかかってしまう。
さや
女性忍者。稽古には一途な面がある。リョーコのがむしゃらさからハンゾウは彼女を思い出した。
加藤段蔵
「飛び加藤」の異名を持つ忍者。配下に忍者軍団を要している。伊賀忍軍を手中に収めようと、まずは頭目のハンゾウを狙った。
フウマ
ハンゾウの単独行動に気づき、後を付ける。

## 備考
雑君保プは、連載中に何度も原稿を落としている。そのため、作中で「自己管理」と書いた時は、編集者から「（雑君保プが書くには）差別発言や性器描写よりも許されない言葉」と怒られた。
また、数ヶ月で担当が何人も替わっている。そのため、雑君保プは自らを「呪いのダイヤ」と揶揄した。

### エピソード、ネタ
- 第1巻の帯によると、ゲーメストコミックスとしては第2弾に当たる。
- 「『ワールドヒーローズ2』で「跳ね返し」が採用される（ワールドヒーローズ#ワールドヒーローズ2を参照）」と告知された際、ドラゴンが試そうとした。その時、ドラゴンは「飛び道具のないダメ人間」と呼ばれた[14]。
- エリックの必殺技「ブリザードブレス」でカキ氷を作ったが、エリックの口臭がキツく、売り物にはならなかった[15]。
- 『ワールドヒーローズ2』のキャッチコピー「ニューリアル」に対し、「リニューアルの誤植」とツッコんでいた[16]。

## サブタイトル、収録作品一覧
各巻において表記が統一されていない（第1巻では「第1話」などとしか表記されていない。逆に、第3巻からは通算話数が省略されている）ため、本節では統一して記載する（第1巻のサブタイトルについては、各回の扉を出典とする。話数は通算）。
また、本編のみならず、初期作品（「ゲーセンおわらえ」）や描き下ろし（外伝「その日、彼方で」）も収録されている。「ゲーセン-」はゲームセンターで稼動しているゲームを題材にしたギャグ漫画である。第3巻の「本日休業」は、本編に絡まない単独エピソードとなっている（オルレアン編の進行を休んでいる状態）。　
第1巻
第1話「年盛りタマシイ・ムーン」
第2話「ローハイドしたい？（狼狽動死体）」
第3話「ポンツク人生〜オムニバスガス爆発〜」
第4話「投げ地獄 サマ・バケバージョン」
第5話「宿命三面図」
番外編「ワールドヒーローズ2外伝 その日、彼方で（前編）」
ゲーセンおわらえ
あとがき
第2巻
海賊君と忍者君<死闘編>
第6話「メカニカ前夜祭」
第7話「毒腺サドンリィ」
第8話オルレアンの乙女編(1)「W・C・T・M・P」
第9話オルレアンの乙女編(2)「スリル&スピード&つっこみ同情」
第10話オルレアンの乙女編(3)「ぞっこん生コントリニティ」
第11話オルレアンの乙女編(4)「いつか見たスパニッシュ・スパナ」
第12話オルレアンの乙女編(5)「スカしてイカれたあの娘に今宵もボクからスカスカフレンチキッス」
第13話オルレアンの乙女編(6)「長くもなく短くもなく君と」
描き下ろし「ワールドヒーローズ2外伝 その日、彼方で（中編）」
あとがき
第3巻
第14話オルレアンの乙女編(7)「SCENE40：ツッタカキャプチュード」
第15話オルレアンの乙女編(8)「僕の私の乙A乙」
第16話「本日休業」
第17話オルレアンの乙女編(9)「今日に明日の風が吹くとき」
第18話オルレアンの乙女編(10)「何一つとして思い通りにならない水曜日」
第19話オルレアンの乙女編(11)「HISTORY IS MADE AT NIGHT」
第20話オルレアンの乙女編(12)「だらだらタランテラ【ソワレ】」
「ワールドヒーローズ2外伝 その日、彼方で（中編2）」
あとがき
第4巻
第21話オルレアンの乙女編(12．8)「ミュージカル・今日はみんなで死について考えてみよう」
第22話オルレアンの乙女編(13)「そんな時の君があまりにもボンビコール」
第23話オルレアンの乙女編(14)「足並みそろえてトッタッタ」
第24話オルレアンの乙女編(15)「紅白アンダーグラウンド」
第25話オルレアンの乙女編(16)「ナキシズム1428」
第26話オルレアンの乙女編(16.1415)「飛ぶといふこと」
第27話オルレアンの乙女編(17)「ずるちん　ワイドショー」
「ワールドヒーローズ2外伝 その日、彼方で（中編3）」
「ワールドヒーローズ2外伝 その日、彼方で（中編3）あとがき」
あとがき
第5巻
第28話オルレアンの乙女編(18)「あえてゆっくり泳ぐ」
第29話オルレアンの乙女編(19)「今日のカルシウムNo．45」
第30話オルレアンの乙女編(20)「ラブリーかつ斬新な点心」
第31話オルレアンの乙女編(21)「BEFORE AFTER」
第32話オルレアンの乙女編(22)「BEFORE NOW」
第33話オルレアンの乙女編(23)「BEFORE FUTURE」
第34話オルレアンの乙女編(24)「AFTER CARNIVAL」
「ワールドヒーローズ2外伝 その日、彼方で（後編）」
あとがき

## 単行本
1. 雑君保プ『ワールドヒーローズ2』第1巻 新声社、1993年10月30日 ISBN 4881990977
2. 雑君保プ『ワールドヒーローズ2』第2巻 新声社、1994年12月25日 ISBN 4881991310
3. 雑君保プ『ワールドヒーローズ2』第3巻 新声社、1995年9月25日 ISBN 4881992015
4. 雑君保プ『ワールドヒーローズ2』第4巻 新声社、1996年3月10日 ISBN 488199221X
5. 雑君保プ『ワールドヒーローズ2』第5巻 新声社、1997年2月10日 ISBN 4881993062